# 大坪町 (半田市)
大坪町（おおつぼちょう）は、愛知県半田市の地名。

## 地理
半田市中央部に位置する。南は榎下町、北は住吉町に接する。

### 学区
- 高等学校 - 尾張学区
- 中学校 - 半田市立半田中学校[WEB 3]
- 小学校 - 半田市立半田小学校[WEB 3]

## 歴史

### 沿革
- 1957年（昭和32年） - 半田市半田の一部により、同市大坪町が成立[2]。
- 1967年（昭和42年） - 一部が住吉町に編入される[2]。

### WEB
1. ↑  “愛知県半田市の郵便番号一覧”.   日本郵便. 2023年11月25日閲覧。
2. ↑  “市外局番の一覧” (PDF).   総務省 (2022年3月1日). 2022年3月22日閲覧。
3. 1 2  “半田市立小中学校　通学区域一覧（町名あいうえお順）” (PDF) (2015年4月1日). 2024年10月2日閲覧。

### 書籍
1. 1 2  「角川日本地名大辞典」編纂委員会 1989, p. 1815.
2. 1 2  「角川日本地名大辞典」編纂委員会 1989, p. 279.